# Mniszek (województwo lubelskie)
Mniszek – wieś w Polsce położona w województwie lubelskim, w powiecie kraśnickim, w gminie Gościeradów.
Wieś duchowna  położona była w drugiej połowie XVI wieku w powiecie urzędowskim województwa lubelskiego. W latach 1975–1998 miejscowość administracyjnie należała do województwa tarnobrzeskiego.
Wieś stanowi sołectwo gminy Gościeradów. Według Narodowego Spisu Powszechnego (III 2011 r.) wieś liczyła 372 mieszkańców. 

## Części wsi
| SIMC    | Nazwa   | Rodzaj      |
| ------- | ------- | ----------- |
| 0792202 | Mniszek | osada leśna |

## Historia
Od roku 1373 i następnych wieś stanowi własność opactwa klarysek św. Andrzeja w Krakowie. Mniszek wymieniony jest w falsyfikacie w którym rzekomo Bolesław V Wstydliwy przeznacza wieś dla klarysek, dokument pochodził z lat 1257 i 1262. Natomiast  nie wymieniona jest wieś Mniszek w dokumencie autentycznym przywróconym (odtworzonym) w XIII wieku. Według Długosza Bolesław Wstydliwy  nadał(?) klaryskom wieś Tuczynę nad rzeką tej samej nazwy, pola wsi zniszczonej wojnami, porosłej dębami, wśród których powstała pustelnia, następnie w miejscu tym lokowano nową wieś (Długosz L.B. t.II s.505, t.III s.315).
W roku 1404 opatka i konwent  klasztoru klarysek św. Andrzeja zezwalają kmieciowi Mikołajowi zwanemu Mniszek na zbudowanie młyna w miejscu zwanym Tuczyna i urządzenie barci. Po 6 latach wolnizny ma płacić on czynsz w wymiarze jednej grzywny.
Wierni kościoła rzymskokatolickiego należą do parafii św. Andrzeja w Borowie zapisy o tym pochodzą już z XIV wieku.